# Onthophagus pastillatus
Onthophagus pastillatus är en skalbaggsart som beskrevs av Antoine Boucomont 1919. Onthophagus pastillatus ingår i släktet Onthophagus och familjen bladhorningar. Inga underarter finns listade i Catalogue of Life.